# Calle de San Francisco (Sagunto)
La calle de San Francisco es una vía pública de la ciudad española de Sagunto.

## Descripción
La vía discurre desde la plaza del Cronista Chabret hasta la del Distrito, a la que llega de la mano de la de Teruel. Aparece descrita en el Nomenclator de las calles, plazas y puertas antiguas y modernas de la ciudad de Sagunto (1901) de Antonio Chabret y Fraga con las siguientes palabras:

San Francisco (calle de). Tiene su entrada por la plaza de la Glorieta y sale á la de Teruel. Esta es la calle principal del arrabal antiguo de Sent Francés. La acequia de la Villa corre por su lado meridional, fertilizando de paso los huertos, que en otro tiempo eran de mossen Robiols, López de Oteiza, Sparça, Berenguer y otros. En este último, conocido ahora por el hort del pati, fueron fusilados por los franceses en 18 de Enero de 1812, Fr. Pedro Pascual Rubert, provincial de la Merced, Fr. José de Jérica, guardián de capuchinos, y los lectores, Fr. Gabriel Pichó, Fr. Faustino Igual y Fr. Vicente Bonet, de la Orden de predicadores, por considerarles partícipes y mantenedores de la defensa de Valencia. El día 16 habían llegado á Murviedro con todos los frailes prisioneros de la capital, que sumaban mil quinientos, los cuales fueron conducidos á Francia por orden de Suchet.
(Chabret y Fraga, 1901, pp. 87-88)